# Scoloderus gibber
Scoloderus gibber là một loài nhện trong họ Araneidae.
Loài này thuộc chi Scoloderus. Scoloderus gibber được Octavius Pickard-Cambridge miêu tả năm 1898.